# Gnaeus Cornelius Urbicus
Gnaeus Cornelius Urbicus war ein im 1. und 2. Jahrhundert n. Chr. lebender römischer Politiker.
Durch ein Militärdiplom, das auf den 16. Dezember 113 datiert ist, ist belegt, dass Urbicus 113 zusammen mit Titus Sempronius Rufus Suffektkonsul war; die beiden übten dieses Amt für vier Monate, vom 1. September bis zum 31. Dezember, aus. Sein Name ist auch in den Fasti Ostienses und in den Fasti Potentini partiell erhalten.